# Natural History Museum

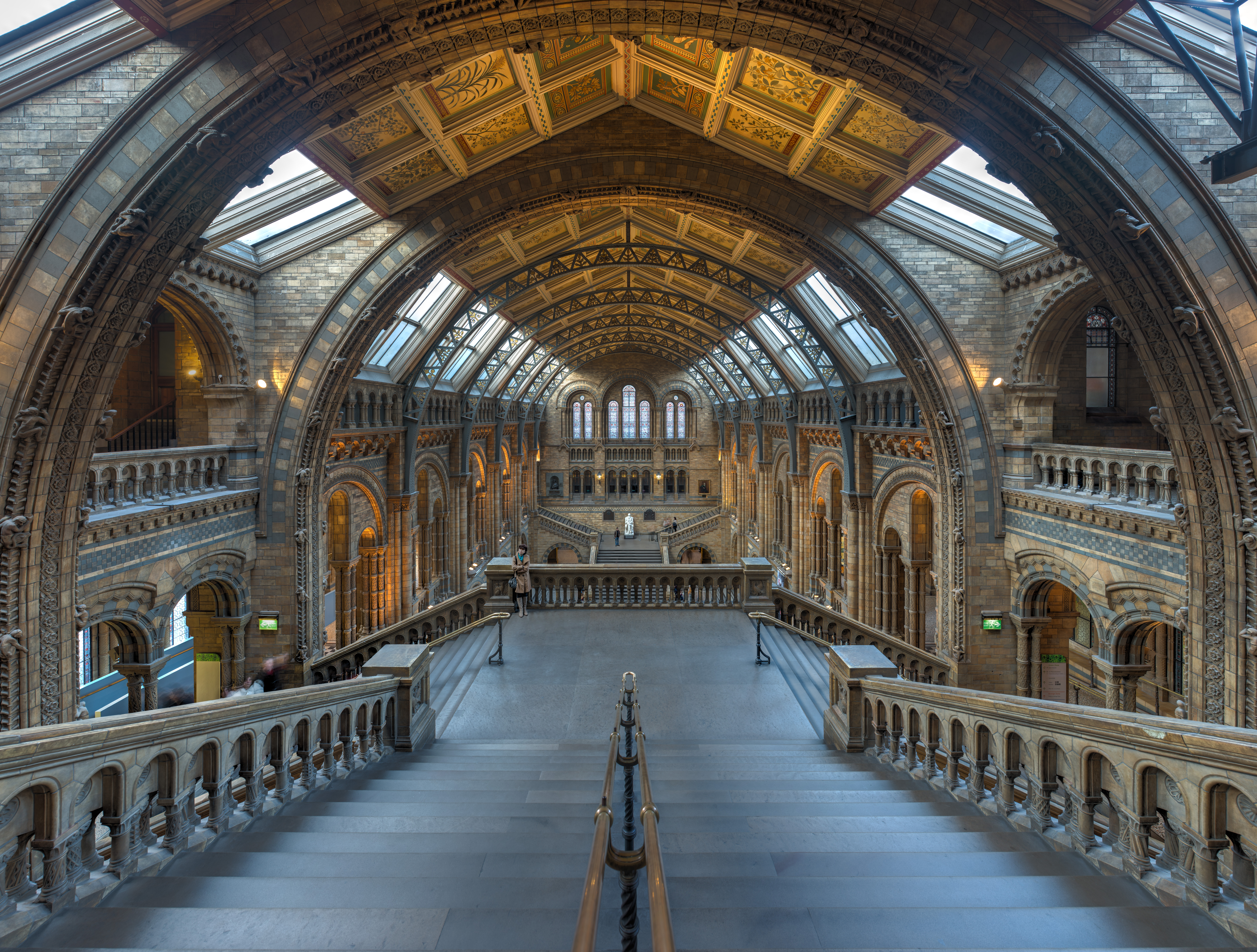
Trappor i huvudsalen.

Natural History Museum (Naturhistoriska museet), tidigare British Museum of Natural History, i London är ett av de största museerna för naturhistoria i världen. Det är ett av tre museer på Exhibition Road i Londonstadsdelen South Kensington. Byggnaden uppfördes 1860 i romersk-bysantinsk stil. Av tradition har museet fri entré.
I museet finns omkring 40 miljoner zoologiska och botaniska objekt, däribland skelett av dinosaurier, olika fossiler (till exempel en Archaeopteryx), ett 30 meter långt skelett av en blåval och en modell av drontfågeln som dog ut 1690.
Museet har sitt ursprung  i de naturhistoriska samlingar vilka fram till 1880–1883 förvarades på British Museum. Museet träffades av bomber under andra världskriget och stora delar av de botaniska och paleontologiska samlingarna förstördes.

## Chefer
Chef för Natural History Museum och dess föregångare har varit:
- William Henry Flower, 1884–1898[6]
- Ray Lankester, 1898–1907[7]
- Lazarus Fletcher, 1909–1919[8]
- Sidney Frederic Harmer, 1919–1927[9]
- Charles Tate Regan, 1927–1938[10]
- Clive Forster Cooper, 1938–1947[11]
- Norman Boyd Kinnear, 1947–1950[12]
- Gavin De Beer, 1950–1960[13]
- Terence Morrison-Scott, 1960–1968[14]
- Gordon Frank Claringbull, 1968–1976[15]
- Ronald Henderson Hedley, 1976–1988[16]
- Neil Chalmers, 1988–2004[17]
- Michael Dixon, 2004–2020[18]
- Doug Gurr, 2020–[3]

Denna lista hämtas från Wikidata. Informationen kan ändras där.